# Tomasz Kocowski
Tomasz Kocowski (ur. 1933, zm. 25 czerwca 1988) – polski psycholog, zajmujący się problematyką stresu i odporności na stres, potrzebami człowieka i motywacją aktywności twórczej. Wprowadził do psychologii twórczości pojęcie emocji filokreatywnych, a więc takich emocji, które sprzyjają powstawaniu nowych pomysłów. Tego typu emocjami są, jak zakładał Kocowski, wyłącznie niektóre emocje pozytywne.
Został pochowany na cmentarzu Batowickim w Krakowie.

## Ważniejsze dzieła
- Potrzeby człowieka: koncepcja systemowa
- Szkice z teorii twórczości i motywacji